# Río Angostura
El río Angostura es un curso de agua chileno, que nace cerca del límite entre las regiones Metropolitana y de O'Higgins. Desemboca en el río Maipo, de cuya cuenca hidrográfica forma parte. Recibe su nombre por la Angostura de Paine, por donde fluye.

## Trayecto
Se origina en la confluencia de los ríos Peuco y San Francisco, al norte de San Francisco de Mostazal. El cordón montañoso que enfrenta su ribera izquierda tiene cumbres superiores a los 2.000 m s. n. m., con formaciones abruptas de pendientes de hasta un 50° con puntuales focos de vegetación arbustiva y matorrales que aumentan a medida que se desciende hacia el valle, presentando faldeos con una espesa vegetación nativa a medida que el río se acerca a la laguna de Aculeo. La morfología que presenta el río se debe a la fuerte sedimentación del río Cachapoal, que impidió que los pequeños cursos superficiales ubicados al norte desembocaran en él.
A lo largo de su curso, efluyen de él diversos canales: Calán, Águila Sur, Águila Norte, Mansel, Hospital, Isla, Aguilino y Vinculano. Después de este último, recibe además las aguas que provienen de los esteros Paine y Pintué-Santa Marta. Atraviesa las localidades de Hospital y Valdivia de Paine, y termina desembocando en el río Maipo, al norte de la laguna de Aculeo, tras cerca de 30 km de recorrido desde su nacimiento.

## Caudales y régimen
El río Angostura tiene un régimen preferentemente pluvial, y también recibe parte de su caudal de aguas subterráneas y derrames en períodos de riego, por estar ubicado en un sector muy deprimido del llano central, con niveles freáticos altos. Aunque de mayores recursos que sus afluentes, el río Angostura sufre fuertes estiajes desde fines de enero.
Existe una estación hidrométrica para el río Angostura en la localidad de Valdivia de Paine, que presenta una red de drenaje de 1.394 km². Esta estación registra importantes caudales en los meses de invierno (junio a agosto), en los años húmedos. Para los años secos presenta un caudal relativamente bajo y constante, explicado principalmente por el gran número de canales de regadío que extraen las aguas de sus afluentes. 

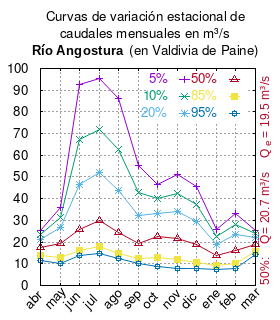
Curva de variación estacional del río Angostura en Valdivia de Paine.

El caudal del río (en un lugar fijo) varía en el tiempo, por lo que existen varias formas de representarlo. Una de ellas son las curvas de variación estacional que, tras largos periodos de mediciones, predicen estadísticamente el caudal mínimo que lleva el río con una probabilidad dada, llamada probabilidad de excedencia. La curva de color rojo ocre (con {\displaystyle {\color {Red}\vartriangle }}) muestra los caudales mensuales con probabilidad de excedencia de un 50%. Esto quiere decir que ese mes se han medido igual cantidad de caudales mayores que caudales menores a esa cantidad. Eso es la mediana (estadística), que se denota Qe, de la serie de caudales de ese mes. La media (estadística) es el promedio matemático de los caudales de ese mes y se denota {\displaystyle {\overline {Q}}}. 
Una vez calculados para cada mes, ambos valores son calculados para todo el año y pueden ser leídos en la columna vertical al lado derecho del diagrama. El significado de la probabilidad de excedencia del 5% es que, estadísticamente, el caudal es mayor solo una vez cada 20 años, el de 10% una vez cada 10 años, el de 20% una vez cada 5 años, el de 85% quince veces cada 16 años y la de 95% diecisiete veces cada 18 años. Dicho de otra forma, el 5% es el caudal de años extremadamente lluviosos, el 95% es el caudal de años extremadamente secos. De la estación de las crecidas puede deducirse si el caudal depende de las lluvias (mayo-julio) o del derretimiento de las nieves (septiembre-enero).

## Historia
Francisco Solano Asta-Buruaga y Cienfuegos escribió en 1899 en su Diccionario Geográfico de la República de Chile sobre el río:
Angostura (Río de la).-—Curso de agua de poco caudal ordinariamente. Tiene sus cabeceras en el departamento de Rancagua hacia el E. de la aldea de Codegua, formándose principalmente de dos riachuelos, el de Paico o del nombre de esa aldea, que baja hacia el NO. por el lado norte de ella y de la de San Francisco del Mostazal, y el de Troncoso, que nace más al N. que el anterior y va también hacia el NO. a juntarse con el otro y a pocos kilómetros del extremo austral de la garganta o estrechura, que forman las sierras de Alhué y de Chada, llamada La Angostura, donde toma esta denominación el conjunto de aquellos riachuelos y otros arroyos que vienen del sur. De ahí prosigue al N. a través de ella, entra en el departamento de Maipo y se dirige hacia el NO., pasando cerca de la estación del Hospital, hasta ir a perderse en la izquierda del río Maipo como a diez kilómetros al O. de la villa de Buín. Hacia la parte del Hospital recibe el riachuelo de Paine. A sus riberas se hallan hermosos y feraces fundos, como el de Águila y otros en la sección después de pasar la mencionada garganta, y antes de ésta el que en especial denominan la Angostura, el Peuco, &c.
Luis Risopatrón lo describe en su Diccionario jeográfico de Chile (1924):: 838 
Angostura (Estero de la) 33° 50' 70° 50'. De poco caudal ordinariamente, tiene sus cabeceras hacia el E de la aldea de Codegua i se forma principalmente de dos riachuelos: el de Peuco i el de Troncoso. Después de bañar los fundos de La Angostura, Peuco etc, a pocos kilómetros al S de la garganta o estrechura, llamada La Angostura, donde toma esta denominación, prosigue al NW, entre hermosos i feraces fundos, como el de Águila etc, pasa al W de la estación de Hospital, del ferrocarril central i va a perderse en la márjen S de uno de los brazos del rio Maipo, en la Isla de Maipo. 61, 1850, p. 456; 66, p. 20; i 156; i rio en 62, II, p. 98; i 155, p. 39.

## Población, economía y ecología
En total, el río riega una superficie de 2.672 hectáreas en las comunas de Codegua, Mostazal y Paine. Tiene una rica biodiversidad, que incluye una gran cantidad de especies acuáticas o semiacuáticas como pancoras de río, pejerreyes, bagres medianos, libélulas, etc. En el sector de vegetación se pueden encontrar muchos insectos (grillos, saltamontes, avispas nativas, abejas y abejorros, chinitas nativas como la Eritropis sp, etc. 